# Esteio
Esteio is een gemeente in de Braziliaanse deelstaat Rio Grande do Sul. De gemeente telt 81.170 inwoners (schatting 2009).

## Verkeer en vervoer
De plaats ligt aan de wegen BR-116, BR-448 en RS-118.

## Geboren
- Ranolfo Vieira (1966), gouverneur van Rio Grande do Sul[1]